# Ћелијска мембрана
Ћелијска мембрана (такође називана плазматична мембрана или цитоплазматична мембрана) је омотач који је у еукариотској ћелији присутан на површини ћелије, али и у њеној унутрашњости где ограничава поједине органеле. Мембрана обезбеђује услове за одвијање свих животних процеса и одржава разлике између унутарћелијске и ванћелијске средине. Истовремено, плазма мембрана успоставља контакте са другим ћелијама и ванћелијском средином и размењује супстанце са њима.

## Структура мембране
Ћелијска мембрана је изграђена од липида и протеина, којима су придружени полисахариди. Липиди и протеини су дакле основне градивне супстанце мембране и у просеку је количина липида једнака количини протеина. Присуство полисахарида у мембрани откривено је касније. 
Липиди и протеини су међусобно у таквом односу да граде тзв. „течни мозаик“ (течно-мозаични модел грађе мембране први су дали 1972. Симор Џонатан Сингер и Гарт Николсон). Липиди граде двослој у који су уроњени молекули протеина, при чему се и липиди и протеини непрекидно померају, клизе. Распоред протеина, липида и полисахарида је такав да мембрану чини несиметричном. Неки протеини су потпуно уроњени у двослој липида и извирују и на спољашњој и на унутрашњој страни мембране, док се други налазе или на спољашњој или на унутрашњој страни мембране. Осим тога, несиметричности мембране доприносе и полисахариди који се везују за липиде и протеине али само на спољашњој страни ћелијске мембране. Протеини који пролазе кроз мембрану и извирују и са једне и са друге њене стране, садрже канале кроз које могу да пролазе мали молекули, без обзира да ли улазе у ћелију или из ње излазе.
Липиди у мембрани еукариотских ћелија могу бити:
- фосфолипиди,
- гликолипиди и
- холестерол.

Код прокариота холестерол се не налази. 
Липиди мембране су поларизовани што значи да се разликују два краја (пола):
- један крај је хидрофилан и назива се глава,
- други је хидрофобан и назван је реп.

Захваљујући томе они формирају два слоја у мембрани тако што се репови групишу у средини, а главе се окрећу према споља.
Липиди имају особину да се ван ћелије у воденој средини спонтано групишу тако да се главе окрећу ка споља, а репови ка унутра, што доводи до образовања везикула (мехурића) названих липозоми. Њихов зид чини липидни двослој, док је у унутрашњости заробљен део водене средине у којој настају. У њихову унутрашњост могу да се унесу неки лекови. Липозоми лако улазе у ћелије у којима се ти лекови потом ослобађају. Помоћу њих се доприноси успешности лечења неких облика канцера.
Код животињских ћелија се за протеине спољашње површине мембране везују полисахариди (шећери), градећи гликопротеине и гликолипиде. Они граде омотач назван гликокаликс („слатки омотач“). Улоге гликокаликса су да штити мембрану од оштећења, прима сигнале из околне средине, успоставља комуникације између ћелија и др. Под електронским микроскопом се види као сомотаст, маљав омотач приљубљен уз површину ћелије.

## Размена супстанци са околином
Ћелијска мембрана је селективно пропустљива (семипермеабилна) што ћелији омогућава да контролише размену супстанци и тако штити сталност састава унутрашње средине. 
Постоје два основна начина којима ћелија обавља размену са околном средином:
1. транспорт малих молекула кроз мембрану (кроз канале у протеинима или помоћу протеина носача, који се не може уочити под микроскопом);
2. цитоза - уношење и избацивање крупних молекула у чему сама мембрана активно учествује, што се може уочити под микроскопом; процеси се називају ендоцитоза и егзоцитоза.

### Транспорт молекула кроз мембрану
Транспорт кроз мембрану може бити:
- активан и
- пасиван.

#### Пасиван транспорт
При пасивном транспорту молекули се крећу кроз мембрану захваљујући разлици у концентрацији са једне и друге стране мембране, односно из средине са већом у средину са мањом концентрацијом (низ хемијски градијент), при чему се енергија не троши. Облици пасивног транспорта су:
- осмоза,
- дифузија и
- олакшана дифузија.

- Дифузија је транспорт молекула кроз мембрану из средине са већом у средину са мањом концентрацијом све док се концентрације не изједначе. Супстанце растворљиве у липидима чији су молекули мали пролазе брзо кроз мембрану слободном (простом) дифузијом (тако се преносе гасови O2 и 2 у плућима и ткивима). Супстанце које нису растворљиве у липидима пролазе процесом олакшане дифузије.

- Олакшана дифузија је транспорт супстанци које се не растварају у липидима, низ хемијски градијент, али помоћу молекула носача (зато се назива олакшана дифузија). Молекул носач је протеин који пролази кроз липидни двослој и садржи место за које се молекул везује. Олакшаном дифузијом се транспортује глукоза. Овај начин транспорта регулишу хормони. На пример олакшану дифузију глукозе регулише инсулин.

- Осмоза је дифузија воде кроз мембрану. Молекули воде се крећу из средине са мањом концентрацијом (ту је више воде) у средину са већом концентрацијом растворених супстанци (ту је воде мање). Притисак који је потребан да би се спречила осмоза је осмотски притисак. Осмотски притисак је већи што је концентрација раствора већа и обрнуто. Ако се ћелије налазе у раствору, вода ће тежити да прође кроз ћелијску мембрану у циљу да се изједначе количине воде са обе стране мембране. Тако, ако ћелију ставимо у хипотоничан раствор (раствор који је мање концентрације у однос на саму ћелију) доћи ће до улажења воде у ћелију, до њеног бубрења и прскања. У хипертоничном раствору (концентрованији од раствора у самој ћелији), вода ће излазити из ћелије и она ће се смежурати. Због тога је веома важно да се одржава сталан осмотски притисак, односно количина воде у организму што се назива осморегулација. Код сисара се осморегулација врши преко бубрега – вишак воде из крви прелази у мокраћу.

#### Активан транспорт
Активан транспорт се врши насупрот хемијском градијенту – супстанце се транспортују из средине са мањом у средину са већом концентрацијом, помоћу протеина носача и уз утрошак енергије. 
Енергија за одвијање активног транспорта добија се хидролизом АТП-а у АДП. Протеини носачи раде као пумпе и као ензими АТП-азе (аденозин трифосфатазе) јер катализују разлагање АТП-а. Најбоље проучена је Na,K пумпа која насупрот хемијском градијенту, активно испумпава + из ћелије, а упумпава + у ћелију. (Na+ је ванћелијски јон – има га више ван, него у ћелији; К+ је обрнуто – унутарћелијски јон).
Натријум-калијум пумпа има главну улогу у стварању мембранског потенцијала животињских ћелија. Мембрански потенцијал или потенцијал мировања је електрични напон који постоји између унутрашње (негативно наелектрисане) и спољашње стане (позитивно наелектрисане) мембране нервне и мишићне ћелије у стању мировања, односно пре њиховог надраживања. Када се ове ћелије надраже, онда потенцијал мировања постаје акциони потенцијал – нерви импулс, при коме се обрће поларизованост мембране тако да унутрашња страна постаје позитивно, а спољашња негативно наелектрисана.)

### Ендоцитоза и егзоцитоза
Макромолекули као што су протеини, полисахариди, полинуклеотиди или чак читаве ћелије (нпр. бактерије) не могу пролазити кроз мембрану ни једним од наведених типова транспорта. Уношење и излучивање великих молекула обавља се активним учешћем мембране при чему она образује везикуле, а процеси се називају:
- ендоцитоза и
- егзоцитоза.

Процес уношења макромолекула и раствора назива се ендоцитоза, док се избацивање специфичних производа ћелије или неких других материјала у ванћелијску средину назива егзоцитоза. 
- Ендоцитоза

При ендоцитози долази прво до удубљења на мембрани у које улази супстанца која треба да се унесе у ћелију. Удубљење се све више спушта у унутрашњост ћелије, а затим се ивице мембране споје и око унете материје се образује везикула (видети:лизозом). Ендоцитоза обухвата два процеса: 
- фагоцитозу - уношење крупних честица (грч. phagein = јести) и
- пиноцитозу - уношење растворених материја (грч. pino = пити).

Док скоро све врсте ћелија непрекидно уносе течности и растворене молекуле пиноцитозом, фагоцитозу могу да врше само посебне ћелије – фагоците (нпр. леукоцити врше фагоцитозу бактерија).
- Егзоцитоза

Процесом егзоцитозе у ванћелијску средину доспевају супстанце које ћелија треба да одстрани (супротно ендоцитози). Такви су хормони и ензими чија се функција испољава изван ћелије која их је синтетисала, као што нпр. ћелије панкреаса излучују инсулин. Око супстанце, која треба да се избаци ван ћелије, се образује везикула. Везикула се креће ка површини ћелије, њена мембрана се уједињује са ћелијском мембраном, а садржај везикуле бива избачен.
Сматра се да су многим врстама ћелија ендоцитоза и егзоцитоза међусобно повезани процеси и да на тај начин уграђивање мембране везикуле не доводи до повећања површине ћелијске мембране. Везикуле представљају транспортни систем и у самој ћелији тако што се преносе између различитих органела.